# RADIO SONIC
RADIO SONIC（レイディオ・ソニック）はCROSS FMで放送されたラジオ番組。放送期間は1999年4月9日-2000年3月31日、放送時間は毎週金曜日13:00〜21:00、北九州第1スタジオから生放送された。ナビゲーターは中島ヒロトと鈴木麻由が務めた。

## 概要
- それまで毎週金曜日に放送された中島ヒロト担当の「SONIC A-GO-GO!!」がリニューアル、鈴木麻由を迎えて新たにスタートしたラジオ番組。
- 番組のキャッチコピーは「超高速音楽情報大回転爆裂長時間番組」。同局でもレギュラー番組の中で一番長い8時間番組であった。
- 13:00-17:00は「SONIC A-GO-GO!!」の流れを受け継ぐ形で、17:00-21:00は「BRAVO CALLIN'」の流れを受け継ぐリクエスト番組として放送された。

## ナビゲーター
- 中島ヒロト

CROSS FMではナビゲーターの他、番組のプロデューサー、制作をも手掛けた。同局での担当はこれが最後となった。
- 鈴木麻由

前年スタートした「WEEKEND VIEW」からの抜擢で、同局でのレギュラーは2本目。いわゆるバイリンギャルで、番組内のジングルも担当。また、この番組担当中も引き続き「WEEKEND VIEW」を担当した。

## 主なコーナー
- SNAP SHOT （13:30-13:40）

スポンサーはタイ国政府観光庁とホテル・リッツファイブ（福岡市）。提供クレジットは中島ヒロトが読み上げたものがジングル化された。
タイ国の観光スポットや、観光に関する情報を紹介するコーナーだが、この番組ではタイ国周辺でヒットしている曲を紹介した後、タイ国政府観光庁からのお知らせを紹介して、中島ヒロトが「WELCOME TO THAILAND!」と言ってコーナーを締めていた。
このコーナーは月曜日-金曜日を通じて放送され、月曜日-木曜日は「HAKATA PARADISE」内で放送された。
2000年4月からは後番組「CROSS GO!GO! FRID@Y」に引き継がれた。
- ソニック・クイズ （13時台、14時台、15時台、16時台を通じて計4回）

「SONIC A-GO-GO!!」時代の「ソニック・クイズ・サーカス」のリニューアル版。
リスナーに電話でクイズに参加してもらう。クイズは主に3択で、どう考えても答えはそれしかないだろうという問題ばかり出題された。回答者のリクエスト曲にも応えた。
- MUSIC EXPRESS（14:10-14:40）

スポンサーであるJR九州から届く旅の情報、列車の情報を紹介した。
提供クレジットは中島ヒロトが読み上げたものがジングル化された。
このコーナーは月曜日-金曜日を通じて放送され、月曜日-木曜日は「HAKATA PARADISE」内で放送された。
2000年4月からは後番組「CROSS GO!GO! FRID@Y」に引き継がれた。
- CAFE SONIC（15:15-15:35）

スポンサーである西日本新聞に掲載された記事、トピックスを紹介した。また番組後半期では、ナビゲーター2人が扮するラジオドラマも放送された。
提供クレジットは中島ヒロトが読み上げたものがジングル化された。
このコーナーは月曜日-金曜日を通じて放送され、月曜日-木曜日は「HAKATA PARADISE」内で「PARADISE CAFE」というコーナータイトルで放送された。
2000年4月からは後番組「CROSS GO!GO! FRID@Y」に引き継がれ、タイトルも「FRIDAY CAFE」に改められた。
- WARNER MYCAL CINEMAS CINEMA CLICK （16:46-16:56）

スポンサーであるワーナー・マイカル・シネマズの大野城・上峰・戸畑3館で上映される映画の情報を紹介した。
提供クレジットは鈴木麻由が英語で読み上げたものがジングル化された。
2000年4月からは後番組「CROSS GO!GO! FRID@Y」に引き継がれた。
- TELE-SONIC (17:00-20:00内、不定期）

電話でのリクエスト受付中に、ナビゲーターがかかってきた電話を無作為にとってスタジオにつないで、リスナーと話すコーナー。しかし、リスナーがびっくりして電話を切ってしまうことが多かったため、「SONIC TELEPHONE」に変更となった。
- SONIC TELEPHONE (17:00-20:00内、不定期）

「TELE-SONIC」に変わる新コーナー。電話でのリクエスト受付中に、ナビゲーターとトークを希望するリスナーを受付、その中から抽選で電話をつないで、リスナーと話すコーナー。
- SONIC MANIA (19:10-19:40)

これからブレイクの期待されるアーティストや楽曲を紹介。たまにゲストコーナーとしても扱われた。
- NIPPON STEEL BRAND NEW WAVE （20:00〜20:45）

スポンサーは新日鉄。提供クレジットは毎回中島ヒロトが直接読み上げた。
リリース直前やリリースされた直後のリクエストを特集した。
このコーナーは月曜日-金曜日を通じて放送され、月曜日-木曜日は「BRAVO CALLIN'」内で放送された。
2000年4月からは月曜日-金曜日の番組となった「BRAVO CALLIN'」での放送となった。
- 明日への伝言板 (1999年10月-2000年3月 20:45-20:50)

北九州市人権啓発センターが制作した「人権を考える」ラジオ番組。月曜日-金曜日を通じて放送され、月曜日-木曜日は「BRAVO CALLIN'」内で放送された。

## エピソードなど
- この番組のタイトルでも「SONIC」という言葉が使われたのは、中島ヒロトが「SONIC」という言葉が好きだったからという理由らしい。
- 「SNAP SHOT」「MUSIC EXPRESS」「CAFE SONIC」の提供クレジットのジングルでは、「HAKATA PARADISE」でのジングルと同じBGMが使用されていた。
- 中島ヒロトは折り返し地点になる17時頃にはよく「銀チョコ」（背を割ったコッペパンにクリームをはさみ、チョコレートをかけたパン、フジパン製）を食べてひと休みしていたらしい。
- この番組と、後の番組「GROOVE TRAIN 9to0」が共同企画したクラブイヴェント「SONIC GROOVE」が、福岡市と北九州市でそれぞれ1回ずつ開催された。中島ヒロトと「GROOVE TRAIN 9to0」ナビゲーターのMASAKI、「ELE-TOPIA」ナビゲーターの木本和久3人がターンテーブルを回し、鈴木麻由も出演した。
- 同時期の「BRAVO CALLIN'」を担当していた永松ケンシとは仲が良い反面、たびたび殴り合いにまで発展する喧嘩をすることもあったという。しかし、後に中島ヒロトは、自身がTNCテレビ西日本で担当していた「マニアマニエラ」を降板する際、永松ケンシを後任として強く推薦したことを番組内で語っている。
- 中島ヒロトが同局卒業となった最終回当日、深夜番組「MIDNIGHT WALK」に生出演しリスナーと電話などで交流した。番組後半では鈴木麻由もゲスト出演した。
- この番組終了後、13:00-17:00は「CROSS GO!GO! FRID@Y」に引き継がれた。また17:00-21:00は再び「BRAVO CALLIN'」になり、引き続き鈴木麻由が担当することになった。